# Biegi narciarskie na Zimowych Igrzyskach Olimpijskich 2006 – sztafeta 4 × 5 km kobiet
Narciarski bieg sztafetowy kobiet na 20 km został przeprowadzony 18 lutego i był czwartą żeńską konkurencją podczas Zimowych Igrzyskach Olimpijskich 2006 roku. Zawody odbywały się na trasach w Pragelato, a przystąpiło do nich 68 zawodniczek w 17 sztafetach narodowych. Tytuł najlepszej sztafety przypadł  reprezentacji Rosji w składzie Natalia Baranowa-Masałkina, Łarisa Kurkina, Julia Czepałowa i Jewgienija Miedwiediewa-Arbuzowa.

## Wyniki
| Pozycja | Kraj | Czas      |
| ------- | --- | --------- |
| 1       | Rosja · Natalia Baranowa · Łarisa Kurkina · Julija Czepałowa · Jewgienija Miedwiediewa                    | 54:47,7   |
| 2       | Niemcy · Stefanie Böhler · Viola Bauer · Evi Sachenbacher-Stehle · Claudia Künzel                         | 54:57,7   |
| 3       | Włochy · Arianna Follis · Gabriella Paruzzi · Antonella Confortola · Sabina Valbusa                       | 54:58,7   |
| 4       | Szwecja · Anna Dahlberg · Elin Ek · Britta Norgren · Anna Karin Strömstedt                                | 55:00,3   |
| 5       | Norwegia · Kristin Størmer Steira · Hilde Gjermundshaug Pedersen · Kristin Mürer Stemland · Marit Bjørgen | 55:21,8   |
| 6       | Czechy · Helena Balatková-Erbenová · Kamila Rajdlová · Ivana Janečková · Kateřina Neumannová              | 55:46,3   |
| 7       | Finlandia · Aino-Kaisa Saarinen · Virpi Kuitunen · Riitta-Liisa Roponen · Kati Sundqvist                  | 55:55,8   |
| 8       | Ukraina · Kateryna Hryhorenko · Tetiana Zawalij · Wita Jakymczuk · Wałentyna Szewczenko                   | 56:36,3   |
| 9       | Francja · Aurélie Perrillat-Collomb · Karine Philippot · Cécile Storti · Émilie Vina                      | 56:41,4   |
| 10      | Kanada · Milaine Theriault · Sara Renner · Amanda Ammar · Beckie Scott                                    | 56:49,8   |
| 11      | Szwajcaria · Seraina Mischol · Laurence Rochat · Natascia Leonardi Cortesi · Seraina Boner                | 56:52,4   |
| 12      | Japonia · Nobuko Fukuda · Masako Ishida · Sumiko Yokoyama · Madoka Natsumi                                | 56:57,8   |
| 13      | Kazachstan · Oksana Jacka · Jewgienija Wołoszenko · Jelena Kołomina · Swietłana Małachowa                 | 57:52,9   |
| 14      | Stany Zjednoczone · Wendy Kay Wagner · Kikkan Randall · Sarah Konrad · Rebecca Dussault                   | 57:58,4   |
| 15      | Białoruś · Alena Sannikawa · Ludmiła Korolik · Kaciaryna Rudakowa · Wolha Wasilonak                       | 58:19,5   |
| 16      | Chiny · Wang Chunli · Li Hongxue · Liu Yuanyuan · Song Bo                                                 | 58:42,5   |
| 17      | Estonia · Piret Pormeister · Silja Suija · Kaili Sirge · Tatjana Mannima                                  | 1:00:24,4 |